# Nutrizione parenterale
La nutrizione parenterale consiste nella somministrazione di nutrienti direttamente per via venosa, scavalcando l'apparato digerente.

## Applicazione
È un trattamento medico che si effettua quando un paziente non può essere alimentato per bocca o per via enterale; un'altra possibilità è costituita dall'associazione di questa metodica all'assunzione normale di cibi, per favorire un ritorno veloce alla normalità nutrizionale in alcuni pazienti, ad esempio sottoposti a interventi chirurgici o a trattamenti intensivi.
Solo un'attenta valutazione del fabbisogno calorico e un monitoraggio dei dati bio-umorali permettono di utilizzare esclusivamente l'alimentazione parenterale anche per tempi lunghi.

## Tipologie

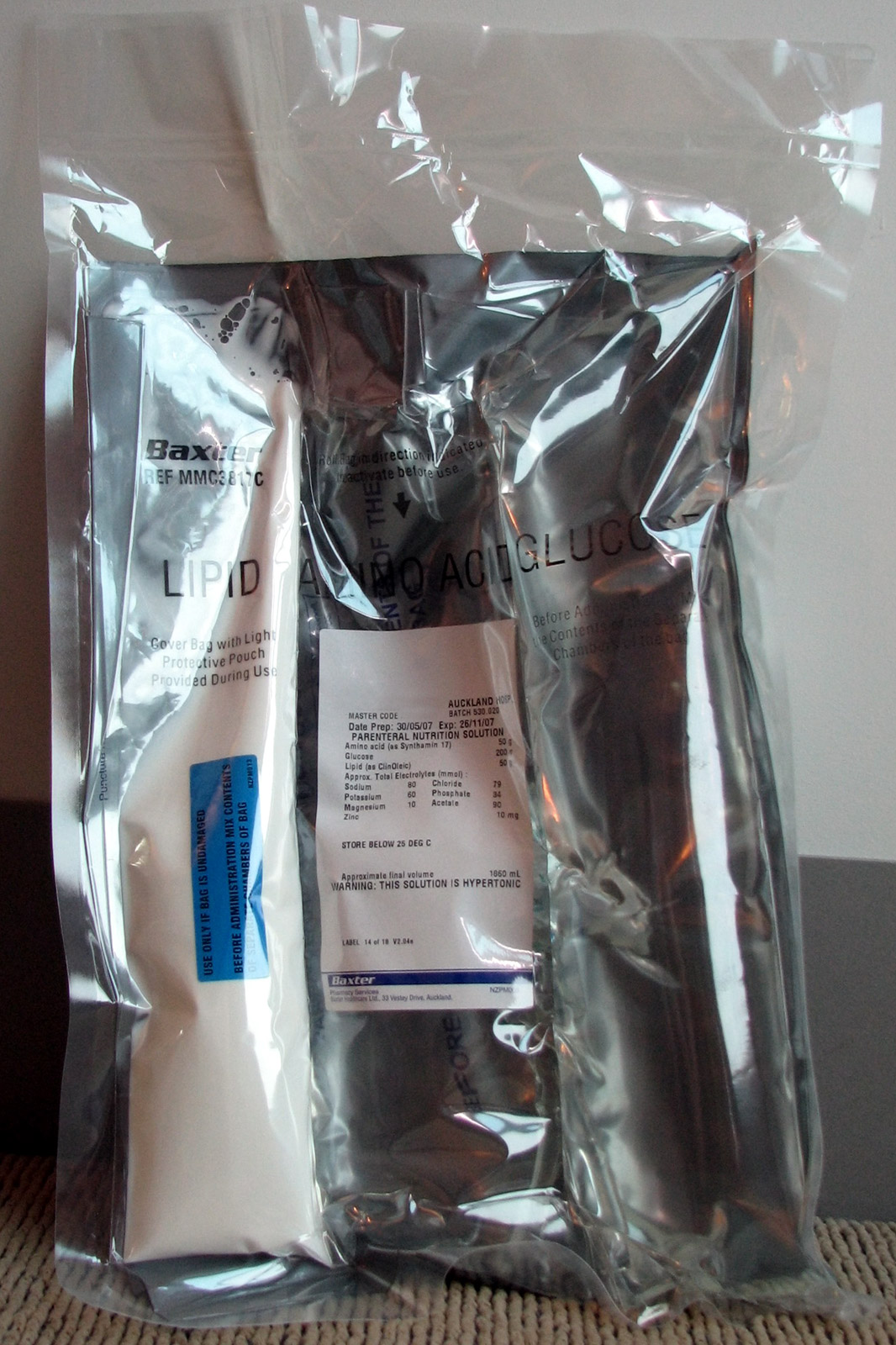
Sacca per NPT ancora protetta dalla custodia metallica

Se si prevede un'alimentazione parenterale di breve durata, si infondono le opportune soluzioni in una vena periferica (catetere venoso periferico), di solito del braccio.

Nel caso in cui l'alimentazione parenterale debba prolungarsi per un tempo indeterminato, è necessario introdurre un catetere venoso centrale, per superare le limitazioni del circolo periferico; infatti la somministrazione prolungata di soluzioni concentrate può danneggiare la parete venosa, provocando una flebite chimica.
Le soluzioni più comunemente somministrate per via parenterale sono le glucosate (soluzioni di glucosio in acqua, a concentrazioni variabili dal 5 al 50%) e le saline, contenenti varie concentrazioni di sali minerali.
Nella nutrizione parenterale vengono inoltre somministrate soluzioni di lipidi derivanti dalla soia, aminoacidi essenziali o aminoacidi a catena ramificata, vitamine o proteine (ad es. albumina), che richiedono una protezione della sacca NPT stessa dai raggi solari, i quali possono ossidare e neutralizzare tali sostanze; generalmente si utilizza il sacchetto metallico con cui la sacca viene trasportata, opportunamente modificato.

## Effetti collaterali
I rischi dell'alimentazione parenterale sono di tipo infettivo (ad esempio sepsi a partire da un catetere venoso infetto) o metabolico (iperglicemie anche in pazienti non diabetici, steatosi epatica). Può verificarsi anche una flebite nella sede dell'iniezione (flebite chimica).